# Miasto Subotica
Miasto Subotica (serb. Grad Subotica / Град Суботица) – jednostka administracyjna w Serbii, w Wojwodinie, w okręgu północnobackim. W 2018 roku liczyła 137 173 mieszkańców.